# تاکو کیشیموتو
تاکو کیشیموتو (انگلیسی: Taku Kishimoto؛ زادهٔ Hyōgo Prefecture) فیلم‌نامه‌نویس اهل ژاپن است. وی از سال ۲۰۱۱ میلادی تاکنون مشغول فعالیت بوده‌است.